# راس الوح (بخا)
راس الوح منطقة سكنية تقع في ولاية بخا، التابعة لمحافظة مسندم في سلطنة عمان. يقدر عدد سكانها بـ 8 نسمة حسب إحصاء عام 2010 التابع للمركز الوطني للإحصاء والمعلومات الحكومي. رمز المنطقة هو 30330244.

## الوصلات الخارجية
- المركز الوطني للإحصاء والمعلومات، سلطنة عمان